# Aittosaari (ö i Norra Savolax, Kuopio, lat 62,76, long 27,30)
Aittosaari är en ö i Finland. Den ligger i sjön Kivijärvi och i kommunen Kuopio i den ekonomiska regionen  Kuopio ekonomiska region  och landskapet Norra Savolax, i den centrala delen av landet, 300 km norr om huvudstaden Helsingfors. Öns area är 4,5 hektar och dess största längd är 0,5 kilometer i sydöst-nordvästlig riktning.